# Neuropeltis pseudovelutina
Neuropeltis pseudovelutina är en vindeväxtart som beskrevs av J. Lejoly och S. Lisowski. Neuropeltis pseudovelutina ingår i släktet Neuropeltis och familjen vindeväxter. Inga underarter finns listade i Catalogue of Life.